# Analytiske domme
Analytiske domme er betegnelser der bruges i den erkendelsesteoretiske filosofi.
Analytiske domme er udsagn, der udsiger et prædikat om P, hvor selve prædikatet er indeholdt i P. Fx Alle ungkarle er ugifte. Det ligger i begrebet ungkarl, at han er ugift. Analytiske domme er derfor nødvendigt sande/falske; men de har ingen mulighed for at udtale sig om verden. Analytiske domme er altid a priori, så de tilhører fornuften. Hume mente, at bl.a. matematikken tilhørte de analytiske domme.
Analytiske domme står i modsætning til syntetiske domme. I de analytiske domme er prædikatet indeholdt i subjektet (prædikatet B har skjult sig i begrebet A). Men i de syntetiske domme står prædikatet udenfor begrebet (prædikatet B står udenfor begrebet A) hvorimod der dog alligevel er en forbindelse imellem dem. Netop på grund af, at prædikatet er indeholdt i begrebet, vil man kunne fastlægge sandhedsværdien af en analytisk dom gennem analyse af begrebet (deraf navnet). Ved en syntetisk dom kan man derimod ikke afgøre sandhedsværdien ved en analyse af de begreber, som indgår i dommen (da prædikaterne netop ikke er indeholdt i begreberne). Også af denne grund kan man kalde de analytiske domme for klarifikationsdomme, og de syntetiske for ekspansionsdomme.

## Oprindelse
Begrebet blev opfundet af filosoffen David Hume i "A Treatise of Human Nature"